# Arbetsläger
Arbetsläger är en typ av fångläger vars huvudsakliga syfte är att sätta internerna i organiserat tvångsarbete. Verksamheten kan liknas både vid slaveri och fängelse men även fängelseläger med andra huvudsyften, såsom internering av krigsfångar, kan ha inslag av tvångsarbete. Skillnaden mot koncentrationsläger är att vanliga arbetsläger inte ingår i en omfattande strategi för att bryta ner och döda fångarna, utan kan ingå som del av en stats ordinarie rättsväsende och ekonomiska system.

## Exempel
Lägren förknippas främst med tungt arbete i totalitära stater, där regimkritiker tvingas arbeta som straff för att ha kritiserat de styrande. De övervakas av beväpnade vakter, militär och polis. Tvångsarbetet i Nazitysklands fångläger under andra världskriget är ökänt, liksom Sovjetunionens Gulag. Arbetsläger och interneringsläger har även funnits i Sverige (se exempelvis Storsien).
De tyska arbetslägren låg ofta i anslutning till koncentrationslägren. Arbetet var omänskligt hårt och fångarna hade matransoner vars energivärde låg långt under minimibehovet. Arbetet kunde vara skogsarbete, väganläggningar, i stenbrott; men också fabriksarbete förekom, bland annat vapen- och ammunitionstillverkning, tillverkning av kläder och liknande.
I Kina finns arbetsläger som består till stor del av Falungong-utövare .